# Ministre des Industries (Irlande)
 (mars 2019).
Si vous disposez d'ouvrages ou d'articles de référence ou si vous connaissez des sites web de qualité traitant du thème abordé ici, merci de compléter l'article en donnant les références utiles à sa vérifiabilité et en les liant à la section « Notes et références ».
Le ministre des industries est un poste du gouvernement de la République irlandaise, État autoproclamé créé en 1919 parcle Dáil Éireann, assemblée parlementaire composée de la majorité des députés irlandais élus aux élections générales de 1918. Le portefeuille est créé pour promouvoir le développement industriel dans tout le pays. Le poste est supprimé après deux ans d'existence.

## Ministre des Industries
| Nom            | Mandat         | Mandat       | Parti | Parti     |
| -------------- | -------------- | ------------ | ----- | --------- |
| Eoin Mac Néill | 1er avril 1919 | 26 août 1921 |       | Sinn Féin |